# 索尼α7R II
索尼α7R II（型號：ILCE-7RM2，簡稱A7R2）是一款全畫幅無反光鏡可互換鏡頭相機。 2015年6月10日由日本索尼公司發布。它擁有市場上所有同時期相機中最大，也是全球首部背照式的CMOS傳感器，之前擁有最大傳感器的是數月前發布的三星NX1。 該相機於2015年8月5日正式發售。其中最顯著的一些功能是4240萬像素和399個相位對焦點。

## 另見
- 索尼α7相機比較
- 索尼α7RIII
- 索尼α7II
- 索尼α9
- Exmor R

## 外部鏈接
- ILCE-7RM2 （页面存档备份，存于）
- 索尼α7R II （页面存档备份，存于） dpreview